# 光伝寺 (島原市)
光伝寺（こうでんじ）は、長崎県島原市寺町にある日蓮宗の寺院。山号は松島山。旧本山は小城光勝寺、親師法縁。最寄り駅は島原鉄道線の霊丘公園体育館駅、島原駅、島原船津駅 である。

## 歴史
元和２年（1616年）島原藩主松倉重政が土地を寄進し諸堂を建立、尊重院日億を開山に創建した。天明8年（1788年）島原大火で諸堂を焼失。寛政4年（1792年）島原大変津波で山門と庫裡が流失した。文化3年（1806年）仮本堂を再建した。天保7年（1836年）大火で諸堂を再び焼失する。天保13年（1842年）仮本堂、庫裡が再建される。安政7年（1860年）本堂を再建した。明治14年（1881年）松尾山光勝寺別院となる。現在の本堂は平成7年（1995年）再建されたもの。

## 伽藍
- 本堂
- 位牌堂　昭和40年（1965年）建立。
- 客殿庫裡　昭和47年（1972年）再建。
- 山門　昭和56年（1981年）再建。

## 旧末寺
日蓮宗は昭和16年に本末を解体したため、現在では、旧本山、旧末寺と呼びならわしている。
- 日遷山一妙寺(雲仙市小浜町北本町)
- 源壽山日誠寺(雲仙市南串山町甲)

## 参考資料
- 日蓮宗寺院大鑑編集委員会『宗祖第七百遠忌記念出版 日蓮宗寺院大鑑』大本山池上本門寺 (1981年)

## 公式サイト
- 公式ウェブサイト（日本語）